# Đại học Buenos Aires
Đại học Buenos Aires (tiếng Tây Ban Nha: Universidad de Buenos Aires) là trường đại học lớn nhất ở Argentina, được thành lập ngày 12 tháng 8 năm 1821 tại thành phố Buenos Aires. Trường có 13 khoa, 10 bệnh viện và ba trường phổ thông trung học Colegio Nacional de Buenos Aires, Escuela Superior de Comercio Carlos Pellegrini và Instituto Libre de Segunda Enseñanza.

## Các cựu sinh viên nổi tiếng
- Julio Cortazar - nhà văn
- Che Guevara - nhà lãnh đạo cộng sản và hình tượng cách mạng
- Jose Luis Murature - bộ trưởng ngoại giao Argentina
- Jorge Mario Bergoglio - Đương kim Giáo hoàng Phanxico

Các cựu sinh viên và giáo sư sau của Universidad de Buenos Aires đã nhận Giải Nobel:
- Carlos Saavedra Lamas -- Hòa bình,  1936.
- Bernardo Houssay -- Physiology,  1947.
- Luis Federico Leloir -- Hóa học,  1970
- Adolfo Pérez Esquivel -- Hòa bình,  1980.
- César Milstein -- Medicine,  1984.

## Liên kết ngoài

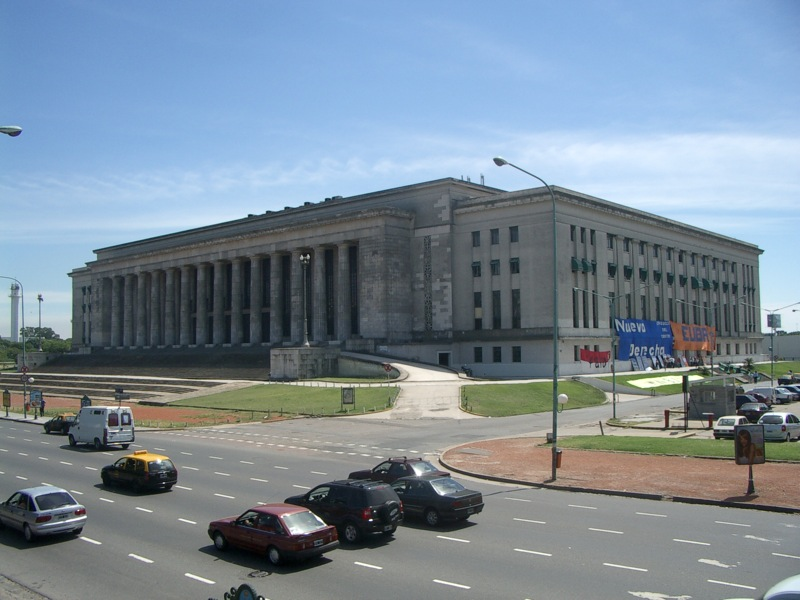
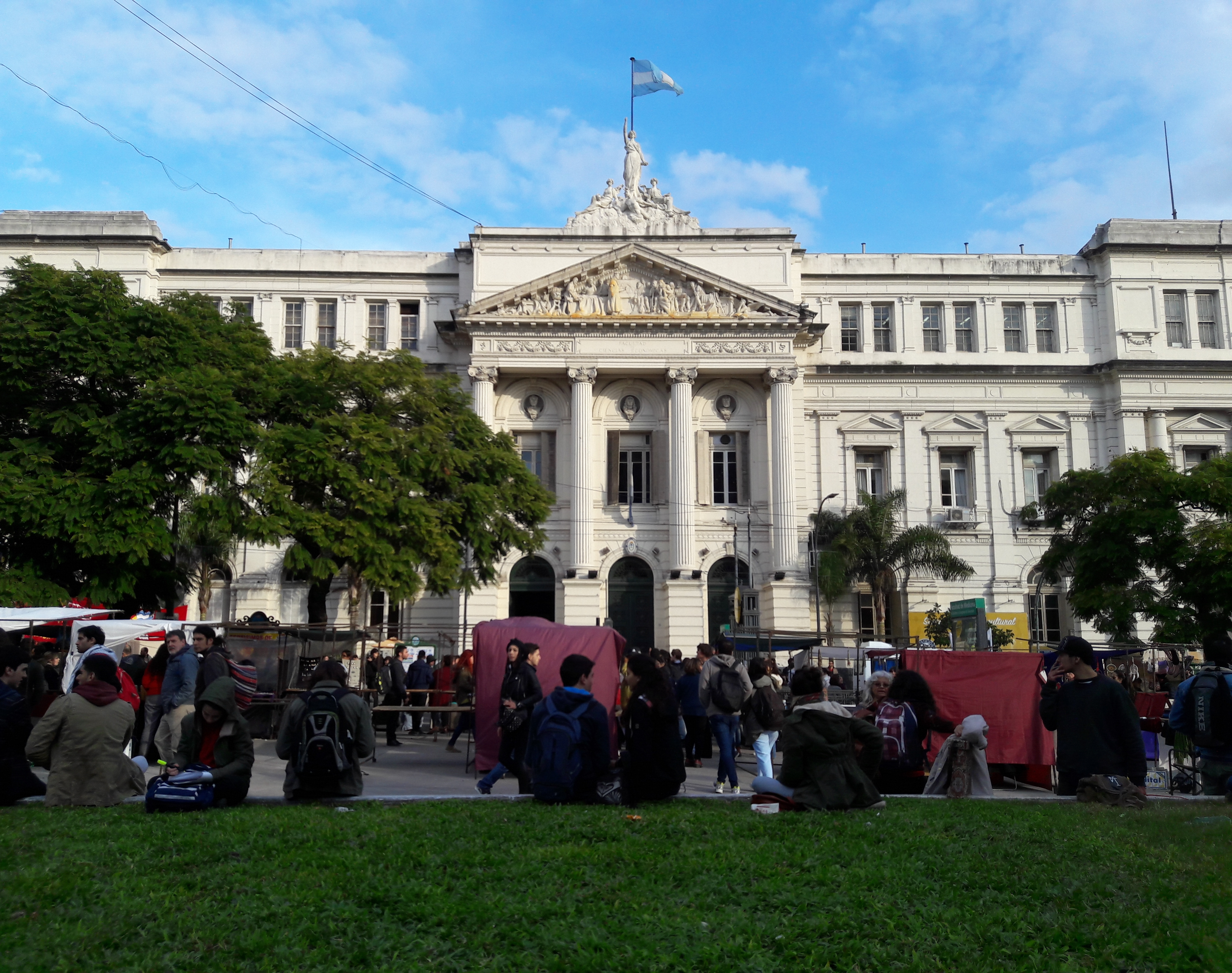
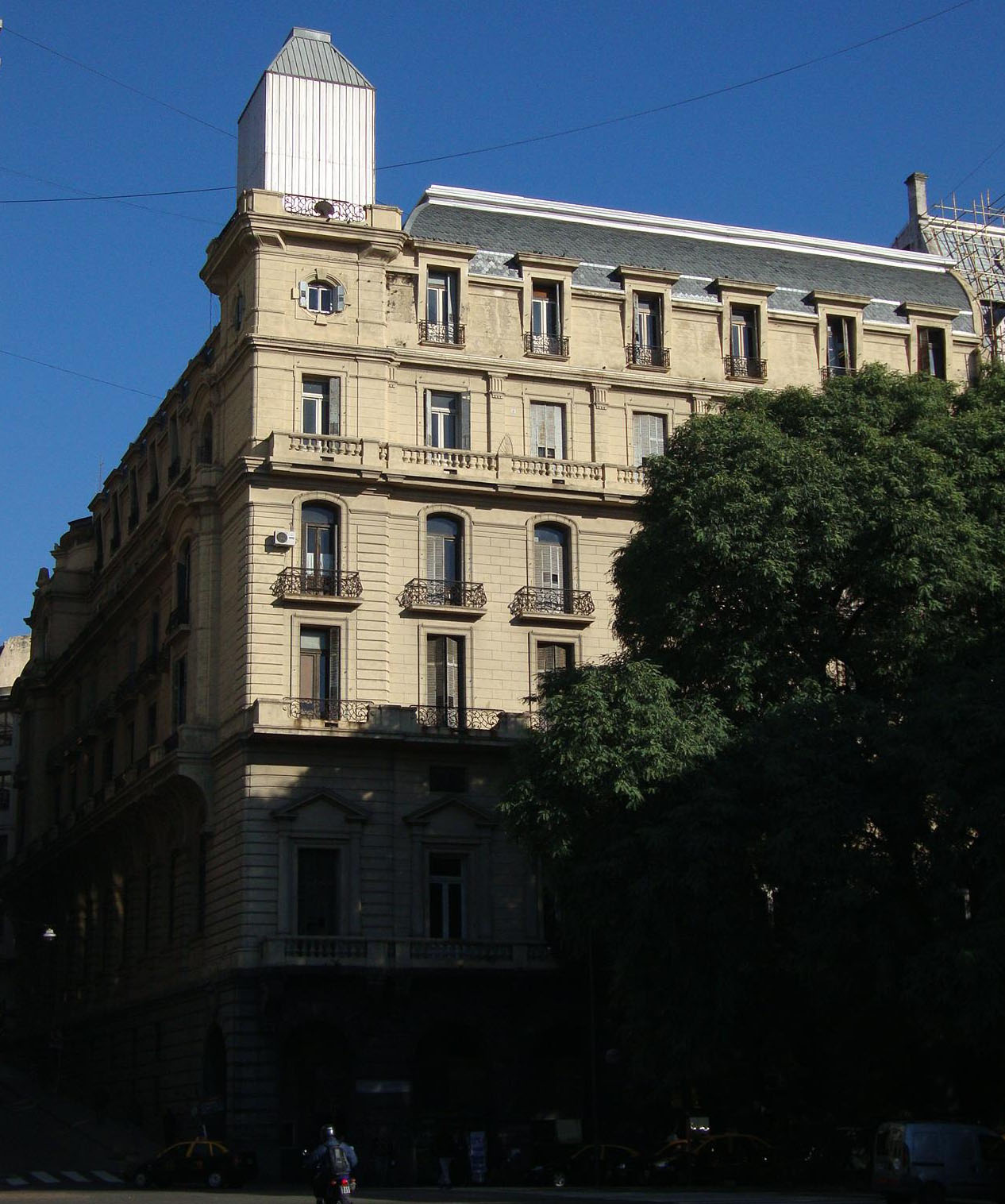
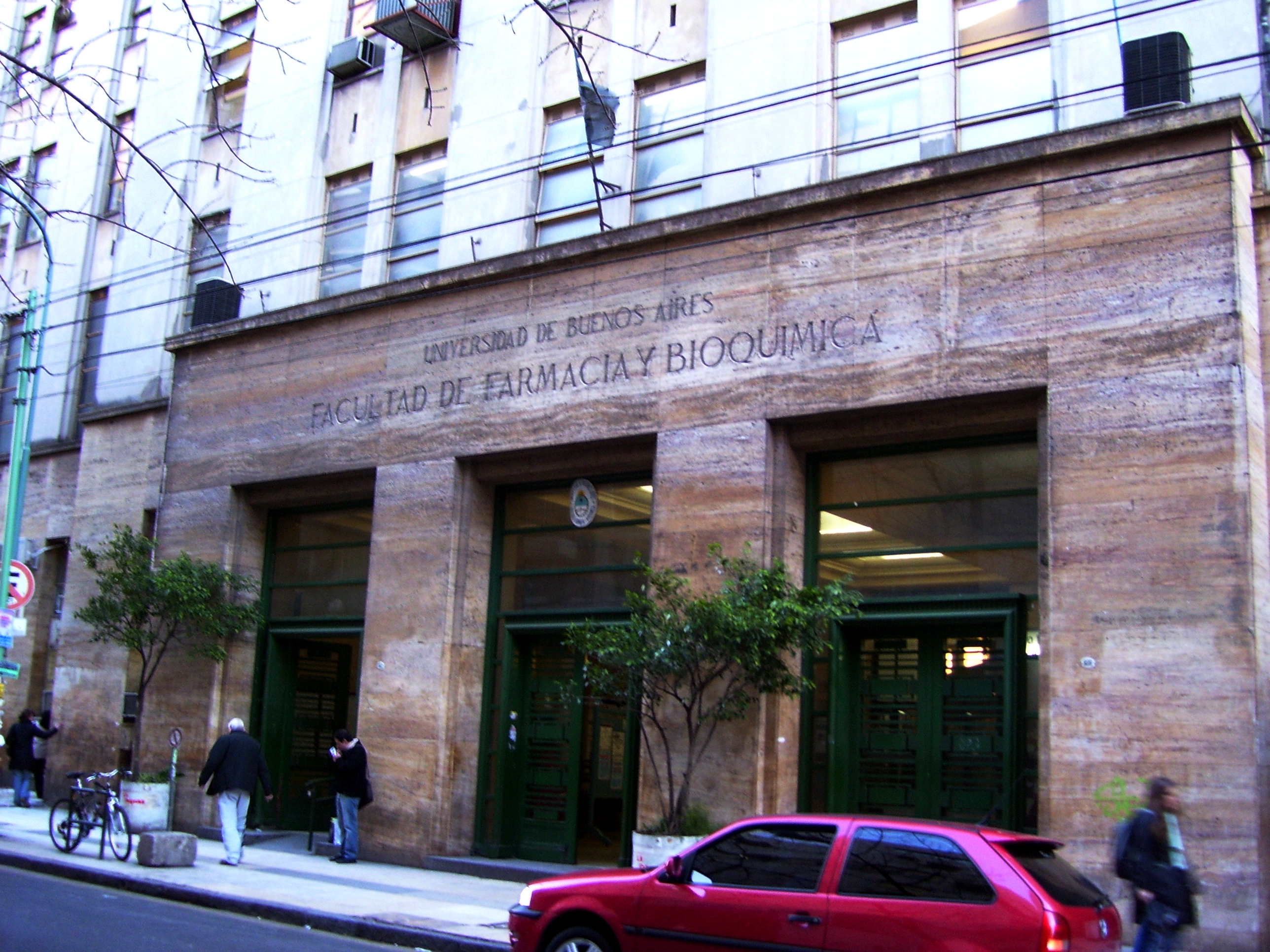
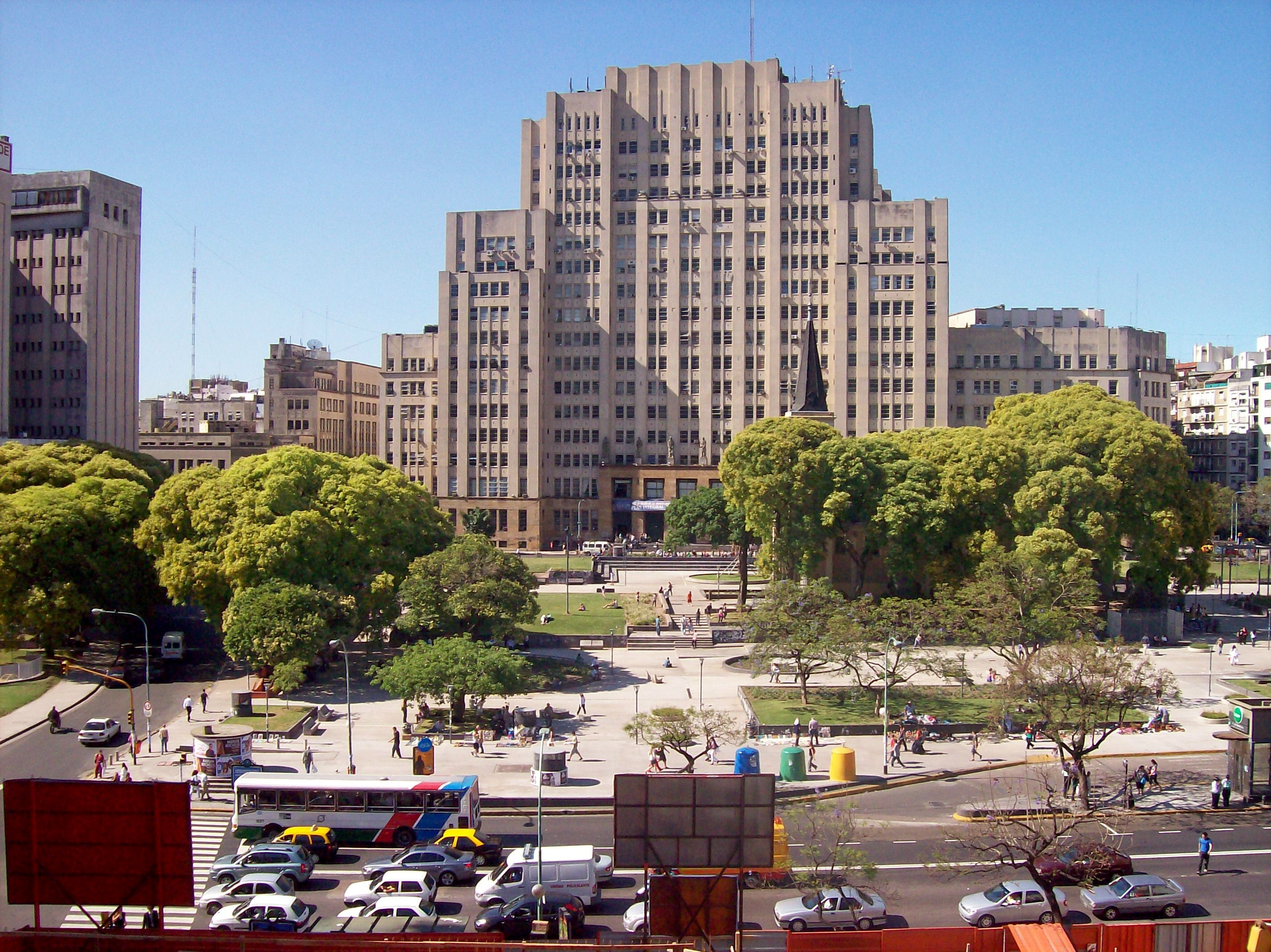
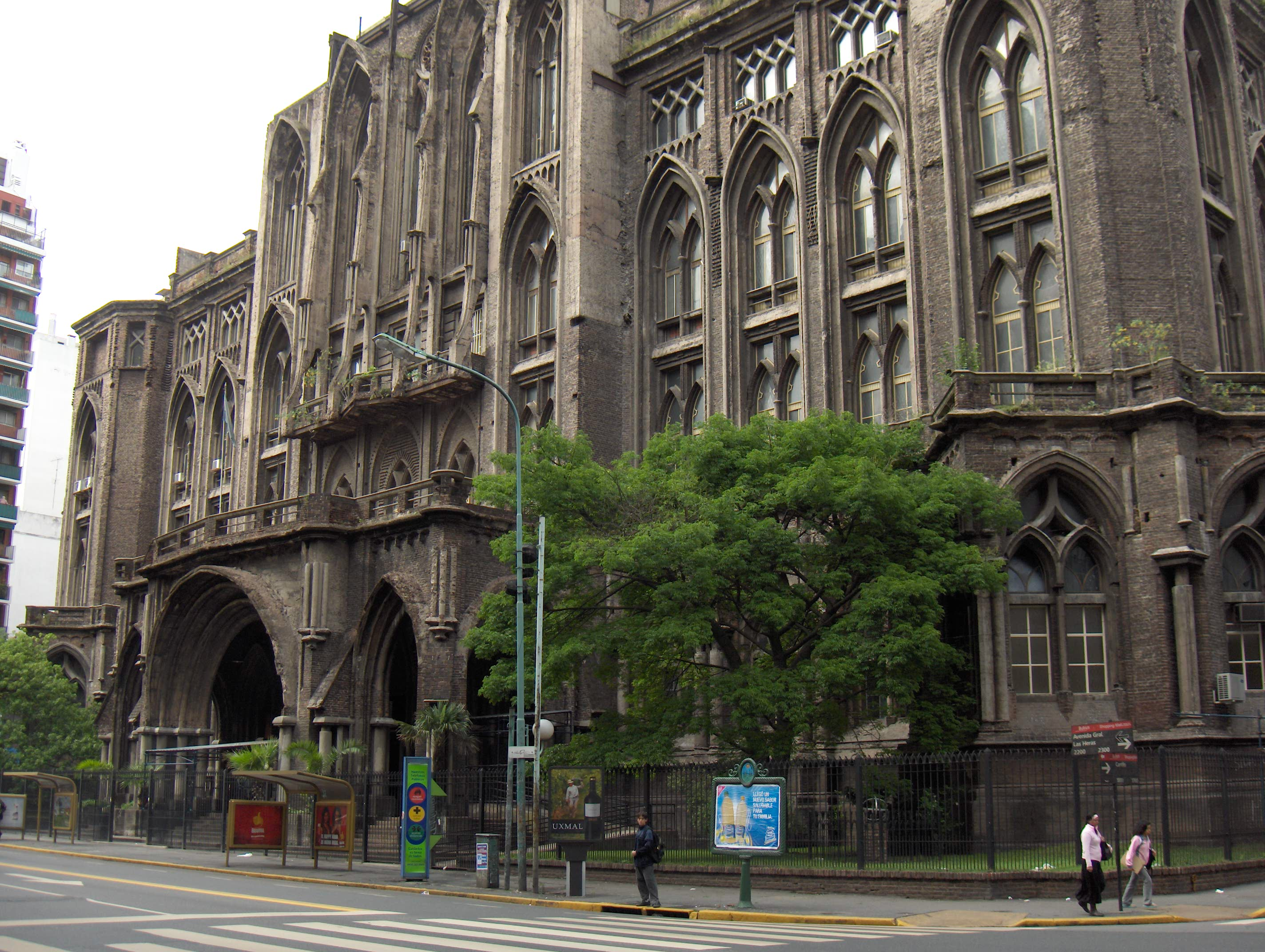